# Kārlis Šiliņš
Kārlis Šiliņš (Riga, 22 luglio 1997) è un cestista lettone.